# Дядюша Сергій Іванович
Сергі́й Іва́нович Дядю́ша (26 вересня 1870, Хорол — 23 травня 1933, Каліш, Польща) — український військовий діяч, генерал-поручник Армії УНР.

## Життєпис
Походив із шляхти Полтавської губернії.

### В Російській армії
Закінчив Петровський Полтавський кадетський корпус (1887), 1-ше військове Павловське училище (1889), служив у 2-ій артилерійській бригаді, згодом перевівся до 35-ї артилерійської бригади. Закінчив Миколаївську академію Генерального штабу за 1-м розрядом (1900). Обіймав штабові посади у Варшавській та Московській військових округах.
З 1889 — підпоручик, з 1892 — поручик, з 1897 — штабс-капітан, з 1900 — капітан. З 13 листопада 1904 р викладав у Московському піхотному юнкерському училищі. З 6 грудня 1908 р. — полковник. З 29 жовтня 1908 р. — штаб-офіцер для доручень штабу Гренадерського корпусу. З 20 березня 1913 р — начальник штабу 1-ї Гренадерської дивізії. З 8 жовтня 1914 р — командир 2-го гренадерського Ростовського полку.
18 липня 1915 був поранений (перебував на лікуванні до 28 вересня 1915 р). З 12 січня 1916 р — в. о. начальника штабу 84-ї піхотної дивізії. З 7 січня 1917 р — начальник 84-ї піхотної дивізії. З 10 березня 1917 р. — начальник штабу 4-го армійського корпусу. Під час Першої світової війни був нагороджений всіма орденами до Святого Станіслава І ступеня та Георгіївською зброєю (29 січня 1915 р, за бій 7 листопада 1914 р).
З 2 січня 1918 р — начальник штабу 6-ї армії на Румунському фронті. 27 лютого 1918 р. був демобілізований у зв'язку з розформуванням армії. Останнє звання у російській армії — генерал-майор (з 10 квітня 1916 р).

### На службі Україні
Вступив у армію УНР. З 17 квітня 1918 р. — начальник Волинського (згодом — 1-го) корпусу Армії УНР, згодом — Армії Української Держави. 24 вересня 1918 перейменований з генерал-майорів у генерального хорунжого.
3 1 грудня 1918 р. перебував у розпорядженні штабу військ Директорії. Певний час приватно мешкав у Житомирі.
З 27 січня 1919 р. — головний інспектор піхоти Дієвої армії УНР.
З 7 квітня 1919 р. — отаман-квартирмейстер Холмської групи Дієвої армії УНР.
З 17 червня 1919 р. — отаман для доручень Головного управління Генерального штабу Дієвої армії УНР.
З 19 березня 1920 р. до 19 квітня 1920 року — начальник Головної управи Генерального штабу УНР.
З 5 червня 1920 р. — в. о. 2-го генерал-квартирмейстера, з 3 липня 1920 р — 2-й генерал-квартирмейстер Генерального штабу УНР.
12 лютого — 12 квітня 1921 р. -в. о. Військового міністра УНР. Постановою Гонорової ради від 3 серпня 1921 р. був підвищений до звання генерал-поручника.
Після поразки визвольних змагань емігрував в Польщу. Помер та похований у Каліші.

## Вшанування пам'яті
24 жовтня 2020 року відкрили меморіальну дошку Сергію Дядюші у його рідному місті Хорол. [Архівовано 9 листопада 2020 у Wayback Machine.]
26 липня 2024 року у місті Хорол вулицю Ломоносова перейменували на вулицю Сергія Дядюші.